# Contea di Hutchinson (Dakota del Sud)
La contea di Hutchinson ( in inglese Hutchinson County ) è una contea dello Stato del Dakota del Sud, negli Stati Uniti. La popolazione al censimento del 2000 era di 8 075 abitanti. Il capoluogo di contea è Olivet.